# Amicrotrichomma orbitalis
Amicrotrichomma orbitalis là một loài ruồi trong họ Tachinidae.